# Record Mirror
Record Mirror va ser una revista de música setmanal britànica, publicada entre 1954 i 1991 i dirigida a fans del pop i col·leccionistes de discs. La revista va ser fundada per Isidore Green.
Es va llançar dos anys després de NME, però mai va arribar al nivell de popularitat del seu rival. La primera UK Albums Chart es va publicar a Record Mirror el 1956, i durant els anys 80 era l'única revista de música que tenia les llistes d'àlbums i de senills que feia servir la BBC per Radio 1 i Top of the Pops, a més de les llistes americanes Billboard.
Record Mirror es va deixar de publicar l'abril de 1991, quan United Newspapers va tancar o vendre la major part de les seves revistes per centrar-se en els diaris. El 2010, Giovanni di Stefano va comprar el nom Record Mirror i va rellançar-la com una web de xafarderies de música l'any 2011. La web va tornar-se inactiva el 2013 després que di Stefano anés a la presó per frau.